# Marseilles (Illinois)
Marseilles és una població dels Estats Units a l'estat d'Illinois. Segons el cens del 2000 tenia 4.655 habitants.

## Demografia
Segons el cens del 2000, Marseilles tenia 4.655 habitants, 1.867 habitatges, i 1.258 famílies. La densitat de població era de 216,3 habitants/km².
Dels 1.867 habitatges en un 30,7% hi vivien nens de menys de 18 anys, en un 53,6% hi vivien parelles casades, en un 9,7% dones solteres, i en un 32,6% no eren unitats familiars. En el 27,9% dels habitatges hi vivien persones soles el 13,3% de les quals corresponia a persones de 65 anys o més que vivien soles. El nombre mitjà de persones vivint en cada habitatge era de 2,44 i el nombre mitjà de persones que vivien en cada família era de 2,99.
Per edats la població es repartia de la següent manera: un 24,9% tenia menys de 18 anys, un 7,5% entre 18 i 24, un 27,5% entre 25 i 44, un 23,5% de 45 a 60 i un 16,6% 65 anys o més.
L'edat mediana era de 38 anys. Per cada 100 dones de 18 o més anys hi havia 91,2 homes.
La renda mediana per habitatge era de 38.432 $ i la renda mediana per família de 45.909 $. Els homes tenien una renda mediana de 41.429 $ mentre que les dones 20.117 $. La renda per capita de la població era de 17.793 $. Aproximadament el 4,8% de les famílies i el 8,7% de la població estaven per davall del llindar de pobresa.

## Poblacions més properes
El següent diagrama mostra les poblacions més properes.